# Brudermord (Osmanisches Reich)
Der Brudermord (türkisch kardeş katli; auch şehzâde katli ‚Prinzenmord‘ oder evlât katli ‚Deszendentenmord‘) war eine im Osmanischen Reich übliche, oft präventive Maßnahme zur Lösung von Erbstreitigkeiten innerhalb des Herrscherhauses. Neben der Vermeidung von Sukzessionskriegen sollte dadurch insbesondere die Unteilbarkeit des Erbes gesichert, mithin Landesteilungen verhindert werden. Im osmanischen Zusammenhang umfasst der Begriff des Brudermordes daher entgegen der Bezeichnung nicht nur die Tötung des (Halb-)Bruders, sondern auch die eines beliebigen erbberechtigten Blutsverwandten. Wurde ein Prinz hingerichtet, so teilten in der Regel auch dessen Söhne das gleiche Schicksal.
Bereits der Dynastiebegründer Osman I. soll im Zwist um die unangefochtene Stammesführerschaft seinen greisen Onkel eigenhändig umgebracht haben. Die ersten belegten Brudermorde fallen in die Herrschaftszeit Murads I., der 1360 zwei aufständische Brüder und 1385 einen rebellierenden Sohn hinrichten ließ. Beim Herrschaftsantritt Bayezids I. 1389 erfolgte erstmals die präventive Tötung eines nicht aufrührerischen Prinzen.
In den letzten Jahren der Regentschaft Mehmeds II., vermutlich zwischen 1477 und 1481, wurde die Tötung der Brüder „um der Ordnung der Welt willen“ (niẓām-ı ʿālem içün) ausdrücklich für angemessen und damit das Opfern bestimmter Einzelner zugunsten des Gemeinwohls für zulässig erklärt. Ihren Höhepunkt erreichte die Praxis unter Mehmed III., der 1595 bei seiner Thronbesteigung 19 Brüder und 1603 seinen ältesten Sohn hinrichten ließ. Mit der Thronbesteigung Mustafas I. im Jahr 1617 wurde zum ersten Mal die Erbfolge vom Vater auf den Sohn durchbrochen und nach dem Prinzip des Seniorats vorgenommen. Eine sowohl von Abdülmecid I. als auch Abdülaziz angestrebte Einführung der Primogenitur blieb letztlich aus, sodass in der neuen Verfassung von 1876 das Seniorat gesetzlich festgelegt wurde.

## Thronfolgerecht
Im Osmanischen Reich fehlte es bis in die zweite Hälfte des 19. Jahrhunderts an einer ausdrücklichen und umfassenden Regelung zur Thronfolge. Das Fehlen (hausgesetzlich) feststehender Erbschaftsregeln war der Vorstellung einer von Gott gegebenen Herrschaft (ḳuṭ oder ḳut ‚vom Himmel gewährtes Glück, Charisma‘) geschuldet, aufgrund derer die Schaffung eines Thronfolgegesetzes durch Menschenhand als Auflehnung gegen den göttlichen Willen betrachtet wurde. Erbberechtigt waren indes ausschließlich männliche Mitglieder des osmanischen Herrscherhauses in patrilinearer Abstammung, wobei jeder dieser Abkömmlinge einen gleichwertigen Erbanspruch hatte. Aus diesem Grund erwies sich die Diskreditierung oder Verfemung von unerwartet auftretenden Thronprätendenten als „unecht“ oder „falsch“ (düzme/düzmece), das heißt als nicht der Dynastie angehörig, als ein wirksames Mittel im Kampf um den Thron. Maßgeblich für die Thronfolge sollte die (Durchsetzungs-)Fähigkeit oder Geeignetheit (liyāḳat ‚Idoneität‘) sein, sodass von einem „Überleben des Passendsten“ gesprochen werden kann. Unter diesen Gesichtspunkten wurde der Ausgang kriegerischer Thronfolgestreitigkeiten als Gottesurteil sowie hinsichtlich des Siegers ipso facto als Ausdruck seiner militärischen Begabung und damit auch seiner Herrschaftskompetenz aufgefasst. Letztlich entscheidend bei der Thronfolge war aber der Rückhalt bei den hohen Würdenträgern, ʿUlama' und/oder Janitscharen, die denjenigen unterstützten, der ihnen am geeignetsten oder aus opportunistischem Kalkül am vorteilhaftesten erschien.

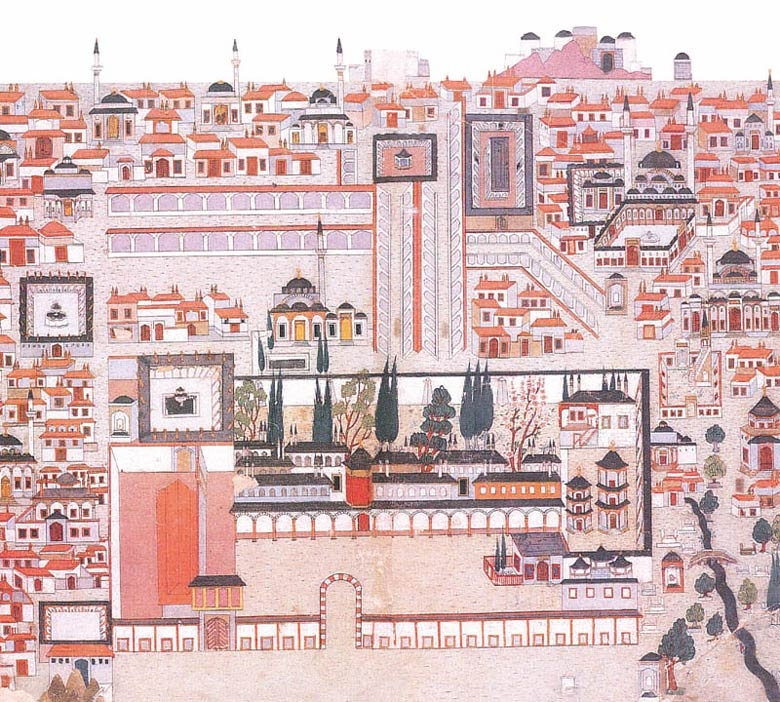
Manisa, Verwaltungszentrum des „Prinzensandschaks“ Saruhan. Der hier von Hasan Pascha „detailgetreu“ gemalte Palast, in dem die prinzlichen Statthalter residierten, existiert heute nicht mehr.
Osmanische Miniaturmalerei im Şemāʾil-nāme-i āl-i ʿOs̠mān des Talikizâde, um 1593. Istanbul, Bibliothek des Topkapi-Serail-Museums (TSMK), III. Ahmed, Inv.-Nr. 3592, fol. 10^{b}–11^{a}

Ungefähr ab dem Ende des 14. Jahrhunderts wurde einem osmanischen Prinzen (şeh-zāde) in einem Alter von etwa fünfzehn Jahren ein anatolisches Sandschak zur Verwaltung übergeben, sodass er als Prinz-Statthalter (çelebi sulṭān) unter Anleitung und Aufsicht eines Erziehers (lālā) Erfahrung in Verwaltungsangelegenheiten sammeln und die Regierungskunst erlernen konnte. Starb der Großherr, so galt es für einen Prinzen schnellstens in die Reichshauptstadt oder gegebenenfalls ins Heerlager zu eilen und dort den Thron für sich zu beanspruchen. Der Souverän konnte versuchen, Einfluss auf die Nachfolge zu nehmen, indem er seinen favorisierten Sohn als Statthalter eines nicht allzu weit von der Hauptstadt entfernten Sandschaks entsandte. Besondere Bedeutung kam vor diesem Hintergrund den Sandschakzentren Amasya und ab dem 16. Jahrhundert Manisa zu.
Um Unruhen zu vermeiden, wurde der Tod des Sultans bis zur Thronbesteigung (cülūs) des Nachfolgers möglichst geheim gehalten und die Bestattungszeremonie erst nach der Inthronisation abgehalten. Falls nötig, fand nach der Entnahme innerer Organe und der Einbalsamierung des Leichnams eine provisorische Erdbestattung in einem gewöhnlich aus Walnussholz hergestellten Sarg statt. Die Geheimhaltung geschah vor allem aus Furcht vor einem Aufstand der großherrlichen Pfortentruppen, die das bei einem Herrscherwechsel entstehende Autoritätsvakuum – sämtliche Mitglieder des Reichsrats galten als zurückgetreten – nutzen und während einer Thronvakanz ungestraft die Stadt plündern konnten.
Mit Murad III. (von 1562 bis 1574) und Mehmed III. (von 1583 bis 1595) wurden nur noch die ältesten Sultanssöhne als präsumtive Nachfolger tatsächlich und nicht nur nominell als Statthalter (in Manisa) eingesetzt, während die anderen, für eine Statthalterschaft zu jungen Prinzen im Inneren des Topkapı-Palastes eingesperrt blieben. Dadurch war auch sichergestellt, dass der designierte Herrscher unbestritten den Thron besteigen und seine im Palast befindlichen (Halb-)Brüder ohne Schwierigkeiten hinrichten lassen konnte. Nach der Thronbesteigung Mehmeds III. im Jahr 1595 wurden schließlich gar keine Prinzen mehr weggeschickt, sondern im ursprünglich şimşīrlik oder çimşīrlik (etwa ‚Buchsbaumgarten‘) und später ḳafes ‚Käfig‘ genannten Teil des Sultanspalastes gehalten. Söhnen des regierenden Sultans gestand man vergleichsweise zwar größere Freiheiten zu, doch war es sämtlichen eingesperrten Prinzen untersagt, Kinder zu zeugen. Die in begrenzter Anzahl erlaubten Konkubinen erhielten diverse unfruchtbar machende Mittel. Kam es dennoch zu einer Schwangerschaft, so wurden insbesondere männliche Neugeborene unmittelbar nach der Niederkunft beseitigt.
Als im Dezember 1603 der dreizehnjährige Ahmed I. den osmanischen Thron bestieg, wurde dessen geisteskranker, ein bis zwei Jahre jüngerer Bruder Mustafa angesichts der Kinderlosigkeit des jungen Sultans im Hinblick auf dynastische Kontinuität am Leben gelassen. Dieser folgte Ahmed I., der am 22. November 1617 im Alter von 27 Jahren starb, auf den Thron, sodass mit dem Herrschaftsantritt Mustafas I. erstmals das Prinzip der Erbfolge vom Vater auf den Sohn (ʿamūd-ı nesebī) durchbrochen wurde.
Eine etwa zwei Jahrhunderte später sowohl von Abdülmecid I. als auch Abdülaziz angestrebte Einführung der Primogenitur konnte sich nicht durchsetzen. Schließlich wurde 1876 das Seniorat gesetzlich festgelegt. Artikel 3 der Verfassung (in der Fassung vom 23. Dezember 1876) lautet:
سلطنت سنیهٔ عثمانیه خلافت کبرای اسلامیه یی حائز اوله رق سلالهٔ آل عثماندن اصول قدیمه سی وجهله اکبر اولاده عائددر.
Salṭanat-ı senīye-i ʿOs̠mānīye ḫilāfet-i kübrā-yı islāmīyeyi ḥāʾiz olaraḳ sülāle-i āl-i ʿOs̠māndan uṣūl-ı ḳadīmesi vechile ekber evlāda ʿāʾiddir.
„Die Herrscherwürde im osmanischen Reiche, welche auch das hohe islamische Kalifat in sich vereinigt, geht nach einem seit alter Zeit geltenden Grundsatze auf den ältesten Prinzen der Dynastie Osman über.“

## Brudermordgesetz
„[D]as türckisch Reich hat solches auf ihm als ein göttlich Recht und heiligs Gesetz, daß ein jeder türckischer Kaiser, so er an das Reich kompt, muß lassen seine Brüder erwürgen; dann ihr Gesetz laut also, daß sie einen einigen Gott im Himmel und ein einigen Herrn auf Erden erkennen.“

### Abschriften

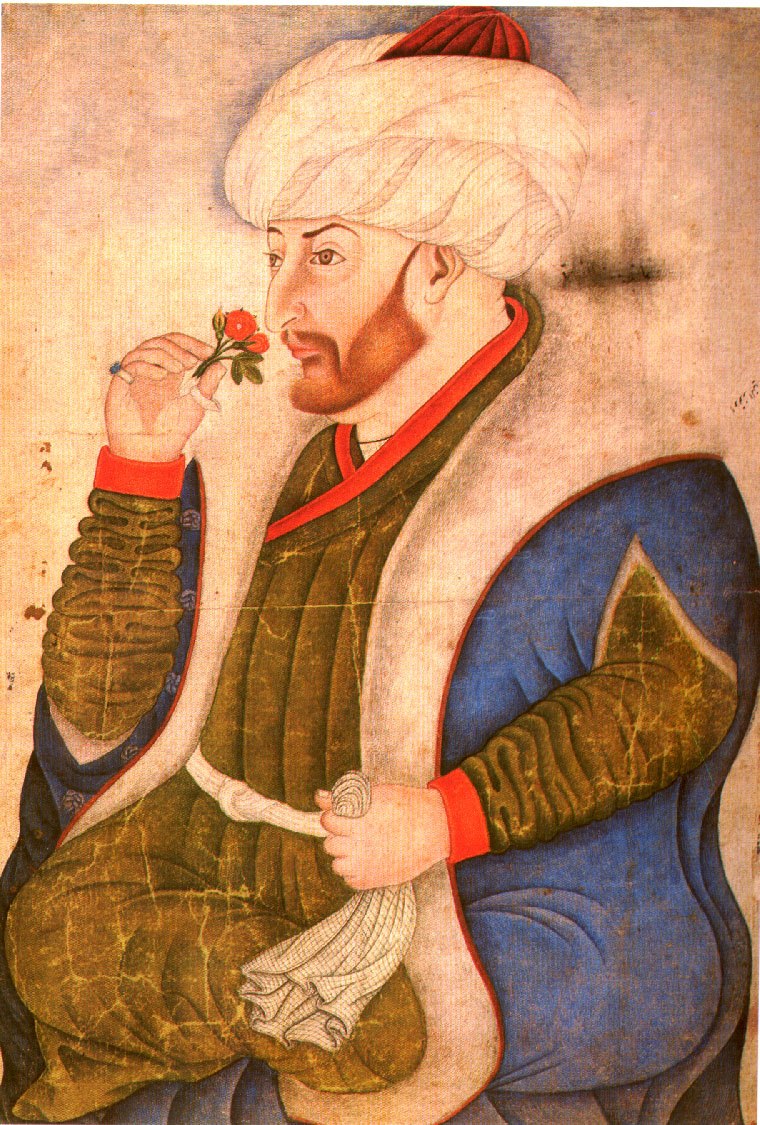
Porträt (şebīh) Sultan Mehmeds II. von Sinan Bey oder dessen Schüler Şiblîzâde Ahmed Çelebi, aus dem „Fatih-Album“, zweite Hälfte des 15. Jahrhunderts. Istanbul, Bibliothek des Topkapi-Serail-Museums (TSMK), Hazine, Inv.-Nr. 2153, fol. 10^{a}

Das – im Original unbetitelte – sogenannte Brudermordgesetz findet sich in einer Mehmed II. zugeschriebenen Gesetzessammlung (ḳānūn-nāme), die das Hofzeremoniell und die Staatsorganisation behandelt. Dieses in seiner Art einzige Ḳānūn-nāme ist nicht urschriftlich auf uns gekommen; es liegen nur noch Abschriften aus dem 17. Jahrhundert vor. Zwei den gleichen Text bietende Manuskripte befinden sich in der Österreichischen Nationalbibliothek zu Wien (Cod. H. O. 143 und Cod. A. F. 547). Die vom 15. Rebīʿü l-evvel 1060 / 18. März 1650 datierende jüngere Handschrift wurde um 1815 seitens Joseph von Hammer als Das Kanunname Sultan Mohammeds des II. frei und mit Auslassungen ins Deutsche übertragen. Etwa ein Jahrhundert später gab Mehmed Ârif Bey den Text der älteren Handschrift vom 1. Ẕī l-ḥicce 1029 / 28. Oktober 1620, ohne Kenntnis des Vorhandenseins der späteren Abschrift, unter dem Titel Ḳānūnnāme-i āl-i ʿOs̠mān ‚Gesetzbuch des osmanischen Herrscherhauses‘ in zwei Beilagen der Zeitschrift der Gesellschaft für osmanische Geschichtsforschung heraus. Weitere Kopien waren bis zur Auffindung des zweiten Bandes der lange nicht abgeschlossen geglaubten Chronik Bedāʾiʿü l-veḳāʾiʿ ‚Die originellen Zeitbegebenheiten‘ des Koca Hüseyin unbekannt. Die darin enthaltene Abschrift der Gesetzessammlung nahm der Chronist eigenen Angaben nach im Jahr 1022 / 1613 während seiner Tätigkeit als Hauptsekretär im Reichsrat von der im großherrlichen Archiv verwahrten Urschrift. Das aufgefundene Exemplar der Chronik (518 Blatt, im Nestaʿlīḳ-Duktus, Blattmaße 18 × 28,5 cm, 25 Zeilen pro Seite) ist laut Archivdokumenten 1862 vom Asiatischen Museum in Sankt Petersburg aus einer privaten Sammlung erworben worden und kam von dort in die Leningrader Abteilung des Instituts für Orientalistik der Akademie der Wissenschaften der UdSSR, wo es im Handschriftenfundus des Instituts aufbewahrt wird (N. C. 564). Die erstmalige Publikation des lange unbeachtet gebliebenen Manuskripts erfolgte 1961 als Faksimile-Ausgabe.
Laut ihrer Vorrede ist die Gesetzessammlung auf Weisung Mehmeds II. von einem gewissen Leyszâde Mehmed b. Mustafa, dem Vorsteher der Staatskanzlei (tevḳīʿī), in drei Abschnitten oder Kapiteln zusammengestellt worden. Die Datierung ist nicht gesichert, jedoch wird die Entstehungszeit weithin unter dem Großwesirat Karamânî Mehmed Paschas zwischen den Jahren 1477 und 1481 angesetzt.

### Stellung und Wortlaut des Brudermordgesetzes
Das Brudermordgesetz ist im zweiten Kapitel (bāb-ı s̱ānī) der Gesetzessammlung enthalten. Die im zweiten Band der Chronik des Koca Hüseyin und in der Österreichischen Nationalbibliothek erhaltenen Abschriften weisen hinsichtlich des Brudermordes nur unerhebliche, lediglich orthographische und stilistische Abweichungen voneinander auf. Im Folgenden die von Mehmed Ârif Bey 1912 edierte Fassung:
و هر کمسنه یه (a) اولادمدن سلطنت میسر اوله (b) قرنداشلرین نظام عالم ایچون قتل ایتمك مناسبدر (c) اکثر علما دخی (d) تجویز ایتمشدر انکله (e) عامل اوله لر (f)
Ve her kimesneye evlādımdan salṭanat müyesser ola ḳarındaşların niẓām-ı ʿālem içün ḳatl ėtmek münāsibdir eks̠er-i ʿulemā daḫi tecvīz ėtmişdir anuñla ʿāmil olalar
„Und jedem meiner Abkömmlinge ist es, wenn er das Sultanat erlangt, im Hinblick auf die Ordnung der Welt gestattet, seine Brüder zu töten. Die meisten ʿUlemâ haben ihre Billigung (dazu) gegeben. So sollen sie handeln.“
Abweichungen in der Chronik des Koca Hüseyin:

## Hinrichtungsmethoden und Beisetzung
Nach turko-mongolischer Tradition durfte kein dynastisches Blut vergossen werden, sodass die Hinrichtung von Angehörigen des Herrscherhauses in aller Regel durch Erdrosseln mit einer seidenen Bogensehne (kiriş oder çile) oder einem eingefetteten, mit einer Schlinge versehenen Riemen (kemend) vollzogen wurde. In Ausnahme hierzu ließ Murad II. 1422 seinen „falschen“ Onkel Mustafa, der vorgeblich ein Sohn Bayezids I. gewesen sei, demonstrativ öffentlich erhängen. 1808 wurde Selim III. erdolcht.
Im „Prinzengefängnis“ geborene Prinzenkinder, insbesondere Söhne, wurden unmittelbar nach der Niederkunft durch das Nichtabbinden der durchtrennten Nabelschnur getötet. Noch im 19. Jahrhundert wurde die Geburt des Prinzen Yûsuf Izzeddin Efendi (1857–1916) wie auch die des Prinzen Selâhaddin Efendi (* 1866) verheimlicht.
Hingerichtete Prinzen wurden oftmals zusammen mit dem Vater beigesetzt, doch fanden auch einige Prinzen ihre letzte Ruhestätte in einem eigenen Mausoleum (türbe). Während sich sämtliche Sultane nach der Eroberung von Konstantinopel im Jahr 1453 ebendort bestatten ließen, wurden hingerichtete Prinzen bis Ende 1574 für gewöhnlich weiterhin in Bursa beigesetzt. Eine Ausnahme hierzu sind Bayezid b. Süleyman I. und vier seiner Söhne, die 1562 erdrosselt und in Sivas außerhalb der Stadtmauern bestattet wurden.

## Thronbesteigungen und Nachfolgestreitigkeiten (Auswahl)

### Osman I.
Die erste Tötung eines Blutsverwandten wird bereits dem Dynastiebegründer und Namensgeber des späteren Reiches nachgesagt. Wie etwa Neşrî in seiner Cihān-nümā ‚Weltschau, Weltspiegel‘ betitelten Universalgeschichte, von der nur der sechste und letzte Teil erhalten ist, zu berichten wusste, soll Osman I. 1298 oder 1302 seinen Onkel Dündar Bey mit einem Pfeil getötet haben. Ob diese Schilderung der Wahrheit entspricht, ist jedoch unklar. Das Grab des Dündar Bey soll zwischen den Dörfern Çakırpınar (Bilecik) und Köprühisar (Yenişehir) liegen.

### Bayezid I.
Die erste vorbeugende Tötung eines nicht aufrührerischen Prinzen erfolgte beim Herrschaftsantritt Bayezids I., genannt yıldırım ‚Wetterstrahl, Blitz‘, der seinem im Juni oder August 1389 gestorbenen Vater folgte. Über die Todesumstände Murads I. gehen osmanische und abendländische Berichte im Einzelnen auseinander. Laut einem in der umstrittenen Mecmūʿa-ʾı Münşeʾātü s-selāṭīn (‚Sammlung von Schriftsätzen der Sultane‘) des Staatssekretärs Feridun Ahmed Bey (gest. 1583) enthaltenen Schreiben, das als Abschrift eines Erlasses von Bayezid dem Wetterstrahl ausgewiesen ist, soll Murad I. nach der siegreichen Schlacht auf dem Amselfeld von einem unter dem Namen Miloş Ḳopilik (میلوش قوپیلك) bekannten Attentäter hinterlistiger Weise mit einem im Ärmel verborgenen, giftbestrichenen Dolch ermordet worden sein.

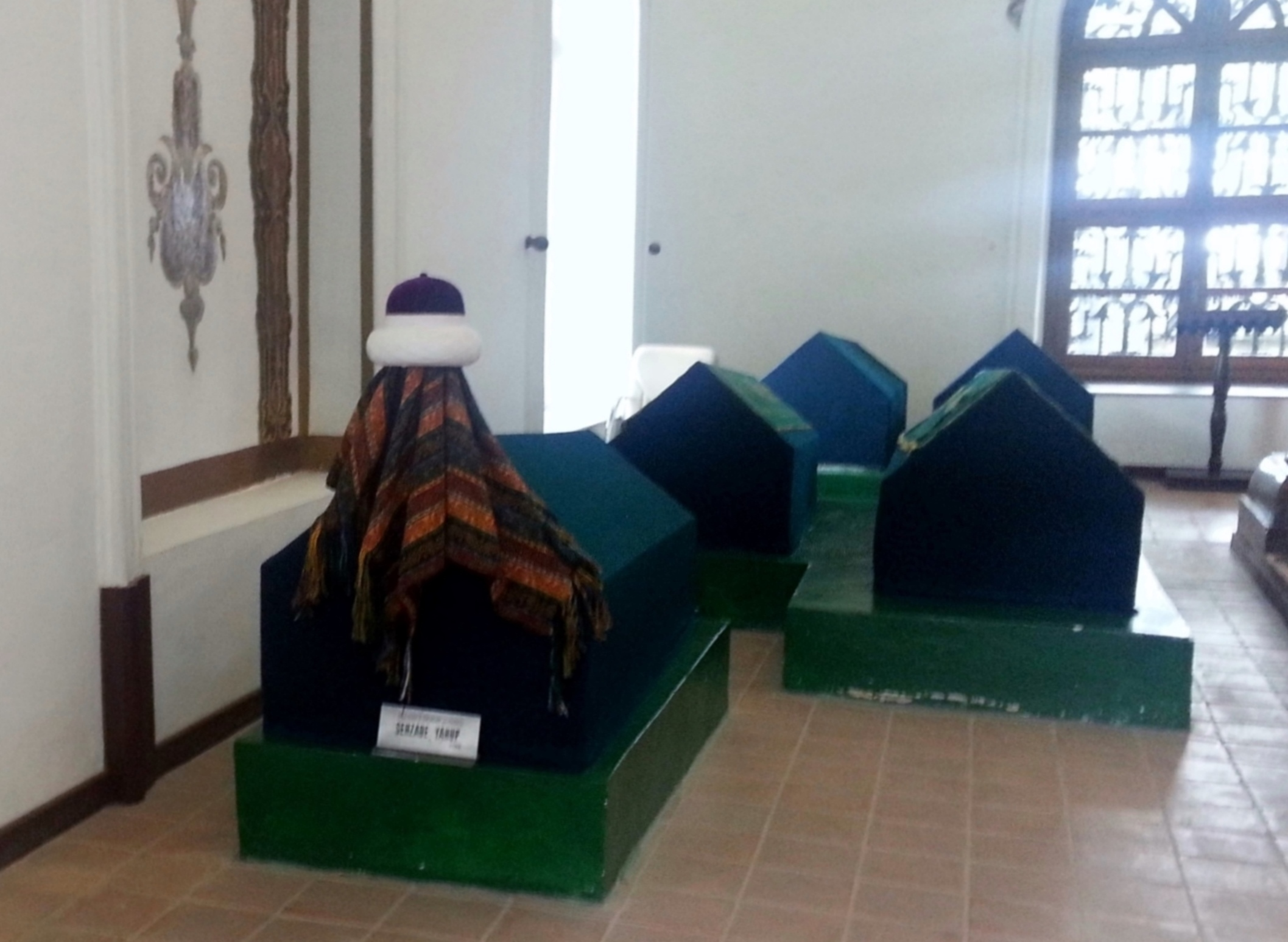
Ṣandūḳa (leerer Holzsarkophag) des Prinzen Yakub (im Vordergrund) in der Türbe Murads I.

Kurz nach dem Tod Murads I. wurde jedenfalls dessen jüngerer Sohn Yakub hingerichtet. Die Frage, ob der Entschluss zur Ermordung Yakubs aus eigenem und freiem Willen Bayezids I. oder unter dem Druck hoher Würdenträger gefasst wurde, ist nicht eindeutig zu beantworten. Während etwa die späteren, hochosmanischen Chronisten Hoca Sâdeddin Efendi (gest. 1599) und Solakzâde Mehmed Hemdemî (gest. 1658) berichten, die Wesire und Ulama hätten die Tötung in Anbetracht der Koranstelle «الفتنة اشد من القتل» / al-fitnatu ʾašaddu mina l-qatl(i) / ‚die Fitna ist schlimmer als das Töten‘ (Sure 2, Vers 191) zumindest gebilligt, sucht man entsprechende Erwähnungen in früheren Quellen vergebens. Bemerkenswert erscheint in diesem Zusammenhang, dass fitna hier zwar im Sinne von „Aufruhr, Unordnung“ zu verstehen ist, Yakub jedoch getötet wurde, noch ehe er vom Tod des Vaters erfahren hatte.
Der Leichnam Yakubs wurde gemeinsam mit dem des Vaters (vgl. Meşhed-i Hüdavendigar) nach Bursa überführt und ist dort innerhalb des von Murad I. gestifteten Hudâvendigâr-Komplexes im Stadtteil Çekirge beigesetzt (Karte).

### Murad II.
1422 ließ Murad II. den „falschen Mustafa“ (Düzme Mustafa), der vorgeblich ein Sohn seines Großvaters Bayezids I. gewesen sei, öffentlich erhängen. Durch die öffentliche Hinrichtung und bewusste Abweichung von der üblichen Hinrichtungsart machte man deutlich, dass der „falsche“ Mustafa als nicht dem Hause Osmans angehörig betrachtet wurde. Die Hinrichtung des Mustafas schildert Âşıkpaşazâde wie folgt:

„[U]nd nahmen ihn [i.e. Mustafa] fest. Sie brachten ihn wieder nach Edrene, und dort hängte man ihn am Turm der Burg auf. Und das ganze Volk kam hin, um ihn anzusehen.“

Ob es sich bei Düzme Mustafa tatsächlich um Mustafa Çelebi, den Sohn Bayezids I. gehandelt hat, kann nicht abschließend geklärt werden. Dafür spricht, dass Murads Vater, Mehmet I. Kaiser Manuel II. dafür bezahlte, dass er Mustafa zu Mehmeds Lebzeiten in Gewahrsam hielt. Dagegen spricht, dass es über den Verbleib Mustafa Çelebis nach der Schlacht bei Ankara 1402 keine gesicherten Nachrichten gibt. Auch nach den Berichten, denen zufolge er als Gefangener Timurs nach Samarkand gebracht und nach dessen Tod 1405 freigelassen worden sei, verbleibt bis zum ersten Auftreten des Düzme Mustafa ein Zeitraum von 13 Jahren, über die keine gesicherten Fakten bekannt sind.

### Mehmed II.

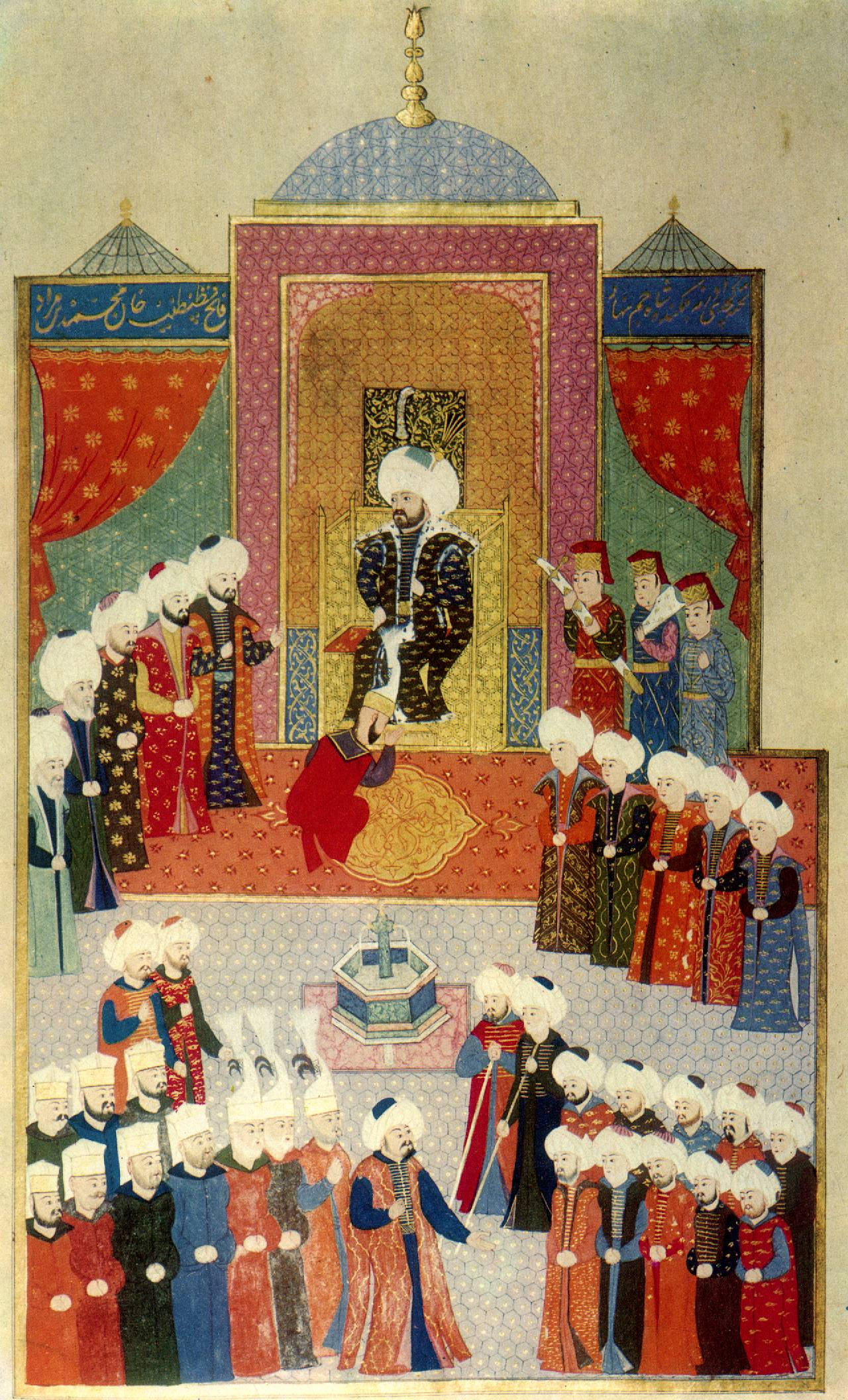
Thronbesteigungszeremonie Mehmeds II. (1451)
Miniatur im Hüner-nāme, Bd. 1, um 1584. Istanbul, Bibliothek des Topkapi-Serail-Museums (TSMK), Hazine, Inv.-Nr. 1523, fol. 153^{b}

Murad II. starb am 3. Februar 1451 in der Hauptresidenz Edirne. Großwesir Çandarlı Halil Pascha sandte sogleich einen Eilboten mit der Trauerbotschaft nach Manisa, wo Prinz Mehmed erneut seit 1446 als Statthalter des Sandschaks Saruhan weilte. Etwa zwei Wochen nach dem Tod seines Vaters traf Mehmed in Edirne ein und bestieg dort am 18. Februar 1451 zum wiederholten Male den osmanischen Thron. Ob die Herrschaftsübernahme Mehmeds II. völlig reibungslos verlief, lässt sich nicht genauer feststellen: Während Chalkokondyles über einen letztlich vom Großwesir verhinderten Aufstand der Janitscharen [?] berichtet, findet sich in osmanischen Chroniken kein Hinweis auf derartige Unruhen.
Zu Thronstreitigkeiten kam es nicht, da der Tod Murads II. auch im Hinblick auf den Prinzen Orhan, einen mutmaßlichen Enkel Emir Süleymans, der seit seiner Kindheit als Geisel in Konstantinopel lebte, verheimlicht worden war und Küçük Ahmed, der einzige lebende (Halb-)Bruder Mehmeds, noch im Säuglingsalter (küçücük, ṭıfl-ı nā-resīde) stand. Dass Yusuf Adil Shah, der Begründer der Adil-Shahi-Dynastie und erste Sultan von Bijapur, ein Sohn Murads II. gewesen und dem Brudermord durch Mehmed II. nur auf Initiative seiner Mutter entgangen sein soll, ist wohl eher auf ein Legitimationsbedürfnis zurückzuführen und darf in Ermangelung jeglicher Quellengrundlage mehr als in Zweifel gezogen werden. Der um 1450 von der Fürstentochter (İsfendiyar) Hadice Halime Hatun geborene Küçük Ahmed wurde auf Befehl des neuen Sultans wahrscheinlich von Evrenosoğlu Ali Bey im Bad erstickt und mit dem Leichnam Murads II. zur Bestattung nach Bursa geschickt. Ali Bey selbst wurde nicht, wie etwa Dukas berichtet, kurz nach dem Prinzenmord hingerichtet, sondern nahm als Akıncı-Führer am Feldzug in die Walachei teil und starb demgemäß nach 1462. Prinz Orhan starb im Verlauf der Belagerung und anschließenden Eroberung Konstantinopels (im Folgenden Istanbul), wobei die genauen Umstände seines Todes widersprüchlich sind. Unklar ist, ob er sich aus Verzweiflung und Resignation von den Stadtmauern in den Tod stürzte oder ihn Soldaten auf der Flucht ergriffen und hinrichteten. Sein abgetrenntes Haupt wurde jedenfalls dem Sultan überbracht.

### Bayezid II.

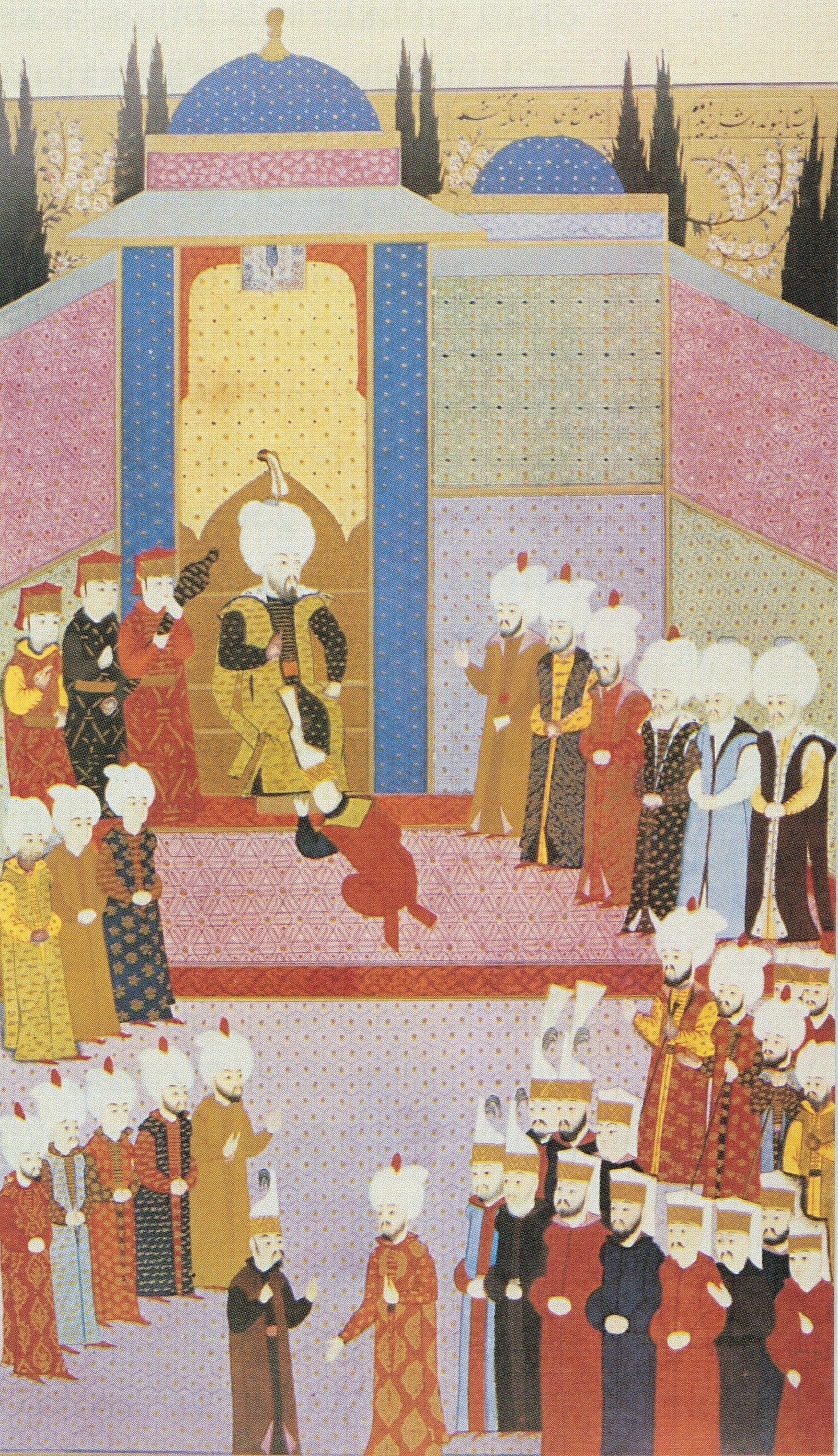
Thronbesteigungszeremonie Bayezids II. (1481)
Miniatur im Hüner-nāme, Bd. 1, um 1584. Istanbul, Bibliothek des Topkapi-Serail-Museums (TSMK), Hazine, Inv.-Nr. 1523, fol. 178^{a}

Hinrichtungsbefehl Bayezids II. für Cems Sohn (Oğuzhan; nicht namentlich genannt). Istanbul, Archiv des Topkapi-Serail-Museums (TSMA), Evrak, Inv.-Nr. 11983/1

Mehmed II. starb am 3. Mai 1481 zu Beginn eines Kriegszuges. Sein Tod wurde geheim gehalten und der Leichnam heimlich vom Feldlager bei Gebze nach Istanbul überführt. Mutmaßungen über den Vergiftungstod des Herrschers beruhen auf einem lyrischen Einschub in der Chronik des Âşıkpaşazâde, lassen sich jedoch nicht durch weitere Quellen bekräftigen.
Großwesir Karamânî Mehmed Pascha schickte zur Benachrichtigung der beiden Söhne Eilboten nach Amasya (Bayezid) und Konya (Cem). Die beiden an Cem gesandten Boten wurden allerdings auf Anordnung des anatolischen Beğlerbeğs Arnavud Sinan Pascha, eines Schwiegersohns Bayezids, abgefangen und festgesetzt. Trotz aller Anstrengungen Karamânî Mehmed Paschas den Tod Mehmeds II. zu verbergen, erfuhren die Janitscharen – wohl auf Veranlassung Ishak Paschas – vom Ableben des Sultans. Erzürnt kehrten die Soldaten nach Istanbul zurück und plünderten die Stadt. Dabei drangen sie auch in das Haus des Großwesirs ein und töteten diesen in seinem Empfangsraum. Das aufgespießte Haupt des Großwesirs wurde tagelang durch Istanbul getragen. Um die Lage bis zur Ankunft Bayezids zu beruhigen, setzte Ishak Pascha am 4. Mai 1481 dessen Sohn Korkud als Reichsverweser auf den Thron. Korkud hielt sich gemeinsam mit seinen Brüdern Alemşah und Mahmud sowie Cems Sohn Oğuzhan seit ihren Beschneidungen im Jahr 1480 als Geiseln und Bürgen für das Wohlverhalten der Väter in Istanbul auf.
Am 22. Mai 1481 bestieg Bayezid II. den Thron und ließ die Bestattungszeremonie für seinen Vater abhalten, wohingegen Cem in Bursa als Ausdruck seiner Souveränität seinen Namen im Kanzelgebet (ḫuṭba) erwähnen und Münzen prägen ließ. Am 20. Juni 1481 errang die großherrliche Armee einen Sieg über Cem, der daraufhin die Flucht ergriff.
Am 18. November 1482 ließ Bayezid II. den früheren Großwesir (1474–1477) Gedik Ahmed Pascha, an dessen Loyalität er schon lange zweifelte, hinrichten. Wenig später, in der letzten Dekade des Monats Şevvāl im Jahre 887 / 2. bis 11. Dezember 1482, erteilte der Sultan den an einen gewissen Iskender adressierten Befehl (ḥükm), Cems Sohn heimlich erdrosseln zu lassen. Auf den Tod seines Sohnes Oğuzhan verfasste Cem eine Elegie (mers̠īye).
Prinz Cem starb, nach zwischenzeitlichen Aufenthalten unter anderem auf Rhodos, in Nizza, Les Échelles bei Chambéry und Rom, am 29. Cemāẕī l-evvel 900 / 25. Februar 1495 im Castel Capuano zu Neapel. Ob sein Tod Folge einer Vergiftung (Cantarella?) oder einer Krankheit (Lungenentzündung oder Malaria?) war, ist umstritten, wobei sich in der mutmaßlich von Haydar Bey, einem Gefolgsmann des Prinzen, niedergeschriebenen Biographie Vāḳıʿāt-ı Sulṭān Cem ‚Begebenheiten des Sultan Cem‘ kein Hinweis auf eine Vergiftung findet. Der Leichnam wurde nach Waschung, Totengebet und Entnahme innerer Organe einbalsamiert, in ein Wachstuch gewickelt und in einen Bleisarg (ḳurşun tābūt) gelegt.
Als die Nachricht vom Ableben des Prinzen am 20. April desselben Jahres dem Sultan bekannt wurde, ordnete dieser die Verrichtung des Totengebets in Abwesenheit sowie eine dreitägige Trauer an. Karl VIII. soll dem Sultan angeboten haben, den Leichnam Cems gegen eine Zahlung von 5.000 Dukaten auszuliefern. Etwa drei Monate nach des Prinzen Tod wurden die sterblichen Überreste auf dem Seeweg nach Gaeta gebracht. Ende 1496 kehrte der Leichnam nach Neapel zurück und wurde dort im Castel dell’Ovo aufbewahrt. Erst 1499, nach langwierigen diplomatischen Verhandlungen, gestattete Friedrich I. die Überführung in die Heimat und der Leichnam wurde zu Schiff über Lecce nach Mudanya und von dort nach Bursa geschickt, wo ihn schließlich Bayezid II. in dem 1479 für ihren Bruder Mustafa (gest. 1474) errichteten Mausoleum (Karte) im Murâdiye-Komplex bestatten ließ.

### Süleyman I.
1520 übernahm Süleyman I. die Herrschaft verhältnismäßig reibungslos, da es keine Prinzen gab, die ihm den Thron hätten streitig machen können. Sein Ziehbruder (vgl. Milchverwandtschaft) Beşiktaşlı Yahyâ Efendi war nicht erbberechtigt. Bereits vor seinem Herrschaftsantritt hatte Süleyman I. die von mindestens zwei verschiedenen Konkubinen geborenen Söhne Murad, Mahmud und Mustafa. Während des Rückmarsches von der erfolgreichen Belagerung Belgrads erhielt der Sultan die Nachricht vom Tode Murads (19. Oktober 1521) und kurz nach seiner Ankunft in Istanbul starb am 29. Oktober 1521 Prinz Mahmud an den Pocken. Im selben Jahr gebar ihm Hürrem (Roxelane), seine spätere Ehefrau, den Prinzen Mehmed. Zwischen 1523 und 1530 gingen aus der Verbindung mit Hürrem weitere vier Söhne – Abdullah (gest. 1526 im Kleinkindalter), Selim, Bayezid und Cihangir – hervor.
|                        |                        |                        |                        |                        |                        |  |  | Konkubinen              | Konkubinen              | Konkubinen              | Konkubinen              | Konkubinen              | Konkubinen              |  |  |                             |                             |                             |                             | Süleyman I. (regierte 1520–1566) | Süleyman I. (regierte 1520–1566) | Süleyman I. (regierte 1520–1566) | Süleyman I. (regierte 1520–1566) | Süleyman I. (regierte 1520–1566) | Süleyman I. (regierte 1520–1566) |                         |                         |                         |                         |  |  |                           |                           |                           |                           |                           |                           |  |  | Hürrem Sultan                  | Hürrem Sultan                  | Hürrem Sultan                  | Hürrem Sultan                  | Hürrem Sultan                  | Hürrem Sultan                  |  |  |                             |                             |                             |                             |                             |                             |  |  |                           |                           |                           |                           |                           |                           |  |  |  |  |  |  |  |  |  |  |  |  |  |  |  |  |  |  |  |  |  |  |  |  |  |  |  |  |  |  |  |  |  |  |  |  |  |  |  |  |  |  |  |  |  |  |  |  |
|                        |                        |                        |                        |                        |                        |  |  | Konkubinen              | Konkubinen              | Konkubinen              | Konkubinen              | Konkubinen              | Konkubinen              |  |  |                             |                             |                             |                             | Süleyman I. (regierte 1520–1566) | Süleyman I. (regierte 1520–1566) | Süleyman I. (regierte 1520–1566) | Süleyman I. (regierte 1520–1566) | Süleyman I. (regierte 1520–1566) | Süleyman I. (regierte 1520–1566) |                         |                         |                         |                         |  |  |                           |                           |                           |                           |                           |                           |  |  | Hürrem Sultan                  | Hürrem Sultan                  | Hürrem Sultan                  | Hürrem Sultan                  | Hürrem Sultan                  | Hürrem Sultan                  |  |  |                             |                             |                             |                             |                             |                             |  |  |                           |                           |                           |                           |                           |                           |  |  |  |  |  |  |  |  |  |  |  |  |  |  |  |  |  |  |  |  |  |  |  |  |  |  |  |  |  |  |  |  |  |  |  |  |  |  |  |  |  |  |  |  |  |  |  |  |
|                        |                        |                        |                        |                        |                        |  |  |                         |                         |                         |                         |                         |                         |  |  |                             |                             |                             |                             |                                  |                                  |                                  |                                  |                                  |                                  |                         |                         |                         |                         |  |  |                           |                           |                           |                           |                           |                           |  |  |                                |                                |                                |                                |                                |                                |  |  |                             |                             |                             |                             |                             |                             |  |  |                           |                           |                           |                           |                           |                           |  |  |  |  |  |  |  |  |  |  |  |  |  |  |  |  |  |  |  |  |  |  |  |  |  |  |  |  |  |  |  |  |  |  |  |  |  |  |  |  |  |  |  |  |  |  |  |  |
|                        |                        |                        |                        |                        |                        |  |  |                         |                         |                         |                         |                         |                         |  |  |                             |                             |                             |                             |                                  |                                  |                                  |                                  |                                  |                                  |                         |                         |                         |                         |  |  |                           |                           |                           |                           |                           |                           |  |  |                                |                                |                                |                                |                                |                                |  |  |                             |                             |                             |                             |                             |                             |  |  |                           |                           |                           |                           |                           |                           |  |  |  |  |  |  |  |  |  |  |  |  |  |  |  |  |  |  |  |  |  |  |  |  |  |  |  |  |  |  |  |  |  |  |  |  |  |  |  |  |  |  |  |  |  |  |  |  |
| Murad (1521 gestorben) | Murad (1521 gestorben) | Murad (1521 gestorben) | Murad (1521 gestorben) | Murad (1521 gestorben) | Murad (1521 gestorben) |  |  | Mahmud (1521 gestorben) | Mahmud (1521 gestorben) | Mahmud (1521 gestorben) | Mahmud (1521 gestorben) | Mahmud (1521 gestorben) | Mahmud (1521 gestorben) |  |  | Mustafa (1553 hingerichtet) | Mustafa (1553 hingerichtet) | Mustafa (1553 hingerichtet) | Mustafa (1553 hingerichtet) | Mustafa (1553 hingerichtet)      | Mustafa (1553 hingerichtet)      |                                  |                                  | Mehmed (1543 gestorben)          | Mehmed (1543 gestorben)          | Mehmed (1543 gestorben) | Mehmed (1543 gestorben) | Mehmed (1543 gestorben) | Mehmed (1543 gestorben) |  |  | Abdullah (1526 gestorben) | Abdullah (1526 gestorben) | Abdullah (1526 gestorben) | Abdullah (1526 gestorben) | Abdullah (1526 gestorben) | Abdullah (1526 gestorben) |  |  | Selim II. (regierte 1566–1574) | Selim II. (regierte 1566–1574) | Selim II. (regierte 1566–1574) | Selim II. (regierte 1566–1574) | Selim II. (regierte 1566–1574) | Selim II. (regierte 1566–1574) |  |  | Bayezid (1561 hingerichtet) | Bayezid (1561 hingerichtet) | Bayezid (1561 hingerichtet) | Bayezid (1561 hingerichtet) | Bayezid (1561 hingerichtet) | Bayezid (1561 hingerichtet) |  |  | Cihangir (1553 gestorben) | Cihangir (1553 gestorben) | Cihangir (1553 gestorben) | Cihangir (1553 gestorben) | Cihangir (1553 gestorben) | Cihangir (1553 gestorben) |  |  |  |  |  |  |  |  |  |  |  |  |  |  |  |  |  |  |  |  |  |  |  |  |  |  |  |  |  |  |  |  |  |  |  |  |  |  |  |  |  |  |  |  |  |  |  |  |
| Murad (1521 gestorben) | Murad (1521 gestorben) | Murad (1521 gestorben) | Murad (1521 gestorben) | Murad (1521 gestorben) | Murad (1521 gestorben) |  |  | Mahmud (1521 gestorben) | Mahmud (1521 gestorben) | Mahmud (1521 gestorben) | Mahmud (1521 gestorben) | Mahmud (1521 gestorben) | Mahmud (1521 gestorben) |  |  | Mustafa (1553 hingerichtet) | Mustafa (1553 hingerichtet) | Mustafa (1553 hingerichtet) | Mustafa (1553 hingerichtet) | Mustafa (1553 hingerichtet)      | Mustafa (1553 hingerichtet)      |                                  |                                  | Mehmed (1543 gestorben)          | Mehmed (1543 gestorben)          | Mehmed (1543 gestorben) | Mehmed (1543 gestorben) | Mehmed (1543 gestorben) | Mehmed (1543 gestorben) |  |  | Abdullah (1526 gestorben) | Abdullah (1526 gestorben) | Abdullah (1526 gestorben) | Abdullah (1526 gestorben) | Abdullah (1526 gestorben) | Abdullah (1526 gestorben) |  |  | Selim II. (regierte 1566–1574) | Selim II. (regierte 1566–1574) | Selim II. (regierte 1566–1574) | Selim II. (regierte 1566–1574) | Selim II. (regierte 1566–1574) | Selim II. (regierte 1566–1574) |  |  | Bayezid (1561 hingerichtet) | Bayezid (1561 hingerichtet) | Bayezid (1561 hingerichtet) | Bayezid (1561 hingerichtet) | Bayezid (1561 hingerichtet) | Bayezid (1561 hingerichtet) |  |  | Cihangir (1553 gestorben) | Cihangir (1553 gestorben) | Cihangir (1553 gestorben) | Cihangir (1553 gestorben) | Cihangir (1553 gestorben) | Cihangir (1553 gestorben) |  |  |  |  |  |  |  |  |  |  |  |  |  |  |  |  |  |  |  |  |  |  |  |  |  |  |  |  |  |  |  |  |  |  |  |  |  |  |  |  |  |  |  |  |  |  |  |  |
|                        |                        |                        |                        |                        |                        |  |  |                         |                         |                         |                         |                         |                         |  |  | Mehmed (1554 hingerichtet)  | Mehmed (1554 hingerichtet)  | Mehmed (1554 hingerichtet)  | Mehmed (1554 hingerichtet)  | Mehmed (1554 hingerichtet)       | Mehmed (1554 hingerichtet)       |                                  |                                  |                                  |                                  |                         |                         |                         |                         |  |  |                           |                           |                           |                           |                           |                           |  |  | 6 Söhne (darunter Murad III.)  | 6 Söhne (darunter Murad III.)  | 6 Söhne (darunter Murad III.)  | 6 Söhne (darunter Murad III.)  | 6 Söhne (darunter Murad III.)  | 6 Söhne (darunter Murad III.)  |  |  | 5 Söhne (1561 hingerichtet) | 5 Söhne (1561 hingerichtet) | 5 Söhne (1561 hingerichtet) | 5 Söhne (1561 hingerichtet) | 5 Söhne (1561 hingerichtet) | 5 Söhne (1561 hingerichtet) |  |  |                           |                           |                           |                           |                           |                           |  |  |  |  |  |  |  |  |  |  |  |  |  |  |  |  |  |  |  |  |  |  |  |  |  |  |  |  |  |  |  |  |  |  |  |  |  |  |  |  |  |  |  |  |  |  |  |  |

Während Mustafa als ältester Prinz die besondere Fürsorge seiner Großmutter Hafsa und des Großwesirs Ibrahim Pascha genoss, avancierte nach deren Tod beziehungsweise Hinrichtung Mehmed zum Lieblingssohn Süleymans I. So musste Mustafa 1541 seine am 3. Mai 1533 erhaltene Statthalterschaft von Saruhan zu Gunsten Mehmeds aufgeben. Hürrem begleitete ihren Erstgeborenen entgegen der Gepflogenheit nicht nach Manisa, sondern blieb in Istanbul. Als Mehmed unerwartet am 7. November 1543 vermutlich an den Pocken starb, war der Sultan zutiefst bestürzt und ließ den Leichnam nicht wie üblich nach Bursa, sondern nach Istanbul bringen und dort am 16. Oktober 1543 im Komplex des vom Architekten Sinan entworfenen und (später) als Şeh-zāde cāmiʿ ‚Prinzen-Moschee‘ bekannten Monumentalbaus beisetzen. In der Folgezeit konnte Mustafa jedoch nicht wieder in der Gunst des Vaters steigen, sondern geriet vielmehr weiter in Ungunst. Ende August 1553 setzte sich Süleyman I. mit seinen Truppen und in Begleitung seines jüngsten Sohnes Cihangir von Üsküdar aus in Bewegung und rief seine Söhne dazu auf, sich ihm anzuschließen. In der zweiten Septemberwoche 1553 erreichte die Streitmacht Yenişehir, wohin sich auch Prinz Bayezid aus der Residenzstadt Kütahya begeben hatte. Nach Begehung des Festes des Fastenbrechens zog Bayezid als Stellvertreter nach Edirne und das Hauptheer weiter gen Südosten, dem sich in Bolvadin Prinz Selim mit seinen Einheiten anschloss. Am 5. Oktober 1553 wurde in Aktepe (auch Akhöyük, Aköyük oder Akyüz) bei Ereğli ein Feldlager errichtet, wo auch Mustafa mit seiner Streitmacht eintraf.
Bevor Mustafa das Großherrliche Zelt betreten durfte, musste er sich seiner Waffen entledigen. Im Inneren traf er des Vaters statt mehrere auf ihn wartende Henker, die sich augenblicklich auf ihn stürzten. Zwar konnte sich der Prinz im Überlebenskampf zunächst als Stärkerer behaupten, doch wurde er letztlich vom hinzugekommenen Mahmud Agha, der später den Beinamen Zāl erhalten, zum Pascha befördert und ein Schwiegersohn Selims II. werden sollte, niedergerungen und von den Dilsiz erdrosselt. Der Stallmeister und der Fahnenträger des Prinzen wurden enthauptet. Als Zeichen des Verrats soll der Leichnam Mustafas (abendländischen Quelle zufolge) auf einem persischen Teppich zur Schau gestellt worden sein. Im Mai 1554 wurde auch Mehmed, der 1546 geborene Sohn Mustafas, auf Befehl des Sultans in Bursa hingerichtet.
Aus welchem Grund Mustafa hingerichtet wurde, ist nicht bekannt. Zeitgenössische Quellen beschuldigen jedenfalls Hürrem sowie ihren Schwiegersohn Rüstem Pascha. So wird etwa das Todesjahr Mustafas 960 / 1553 oftmals mit dem Chronogramm (vgl. abdschad) «مکر رستم» / mekr-i Rüstem / ‚Arglist des Rüstem‘ umschrieben und auch zahlreiche auf den Tod Mustafas verfasste Elegien tadeln Rüstem Pascha, Hürrem und den Sultan selbst. Die berühmteste unter den 15 bekannten Traueroden ist die des Soldaten und Dīwāndichters Taşlıcalı Yahyâ (gest. 1582), die wie folgt beginnt:
مدد مدد بو جهانك یقلدی بر یانی

اجل جلالیلری آلدی مصطفی خانی
meded meded bu cihānuñ yıḳıldı bir yanı

ecel celālīleri aldı Muṣṭafā Ḫānı
„Gott rette uns! Die Welt fällt uns über die Ohren.

Die Aufrührer des Todes haben Mustafa Han ergriffen.“
Auch Hans Dernschwam, der im Gefolge einer Gesandtschaft König Ferdinands I. Ende August 1553 in Istanbul eingetroffen war, schilderte die Umstände, die zur Hinrichtung des Prinzen Mustafa führten, entsprechend der damals vorherrschenden öffentlichen Meinung folgendermaßen:

„Die vrsach, worumb er [d.i. der Sultan] in [d.i. Mustafa] hab lassen vmprengen vnd wurgen, sol sein, das all das volkh vnd auch die ianczarn den Mustafa gunstig gewesen vnd einen sultan (das ist ein khonig) genent haben. Dan khain ander sultan ist alls allein der khaiser. Auch, das der Mustaffa [!] allein gewart, bis sein vatter, der khaiser, mit todt abgangen were ader in dem zuge vmkhomen wer. So het er die andern seine styffbruder, Selinus, Baiasetes vnd Hangier vertriben vnd wer khaiser worden. Das hot die kayserin, die ein rewsische sklafin ist, vnd der Rustan bascha, welcher ir tochter hot vnd des kaysers ayden ist, vnd der obriste bascha noch den kayser, […] nit wol leyden mugen. Vnd vngezweyfelt dem khaiser in oren gelegen vnd den Mustafa verdachtig gemacht vnd ins khaisers vngunst pracht haben.“

Am 8. November 1553 erreichte Süleyman mit seinem Heer Aleppo, um daselbst zu überwintern. Dort starb am 27. November 1553 der jüngste Sultanssohn, wobei die Todesumstände unklar sind. Vielerseits wird angenommen, dass der ohnehin kränkliche Cihangir aus Kummer über die Hinrichtung seines Halbbruders starb. Demgegenüber werden als Todesursache auch eine Brustfellentzündung oder gar ein durch Furcht oder Gram motivierter Suizid genannt. Sein Leichnam wurde nach Istanbul gebracht und in der Türbe seines Bruders Mehmed beigesetzt.
Mustafa wurde in Bursa bestattet. Sein Mausoleum, das zwischen 1571 und 1573 unter der Herrschaft seines Halbbruders Selim II. errichtet (oder umgebaut) wurde und in dem auch seine 1581 gestorbene Mutter ihre letzte Ruhestätte fand, befindet sich innerhalb des Murâdiye-Komplexes (Karte).

### Murad III.
Als Selim II. 1574 im Alter von 50 Jahren starb, hinterließ er sechs Söhne. Der älteste unter diesen war der von der Favoritin Nurbânû im Juli 1546 geborene Murad, der im März 1562 noch von seinem Großvater Süleyman I. die Statthalterschaft Saruhans erhalten hatte und seitdem in Manisa residierte. Die anderen Söhne Selims II. waren nach 1566 geboren und hielten sich bei dessen Tod noch im Topkapı-Palast auf.
Vom Großwesir Sokollu Mehmed Pascha über den Tod des Vaters benachrichtigt, erreichte Murad in der Nacht vom 21. auf den 22. Dezember 1574 die Hauptstadt, bestieg als Murad III. den Thron und ließ seine fünf Brüder – Mustafa, Osman, Süleyman, Cihangir und Abdullah – erdrosseln.
Die Prinzen wurden zusammen mit dem Vater auf der Südwestseite der Hagia Sophia beigesetzt. Das bereits während der Herrschaft Selims II. beim Architekten Sinan in Auftrag gegebene Mausoleum (Karte) wurde 1576/1577 fertiggestellt.

### Mehmed III.
Murad III. starb im Januar 1595. Von seinen über 100 Abkömmlingen überlebten ihn 20 Söhne (und 27 Töchter). Der älteste Sohn Mehmed war Ende 1583 zum Statthalter von Saruhan bestellt worden. Am 27. Januar 1595 – einem Freitag – traf Mehmed in Istanbul ein und bestieg den Thron. In der Freitagspredigt wurde nun der Name des neuen Souveräns genannt. Am Folgetag ließ Mehmed III. seine 19 Brüder erdrosseln. Die Totengebete wurden unter Teilnahme der Großen des Reiches vom Scheichülislam Bostanzâde Mehmed Efendi geleitet. Die Prinzen wurden gemeinsam mit dem Vater beigesetzt. In dem vom Hofbaumeister Dâvud Agha (gest. um 1598) begonnenen und 1599 von Dalgıç Ahmed Agha (gest. 1607) fertiggestellten Mausoleum Murads III. (Karte) sollen insgesamt 54 Personen begraben liegen, wobei im Bauwerk heute insgesamt 50 Ṣandūḳa (leere Holzsarkophage) vorhanden sind.
1603 ließ Mehmed III. seinen Sohn Mahmud erdrosseln, ehe er selbst Ende desselben Jahres im Alter von 37 Jahren starb.

### 17. Jahrhundert
Nachfolger Mehmeds III. war dessen dreizehnjähriger Sohn Ahmed I. Angesichts des Kindesalters und der damit einhergehenden Kinderlosigkeit des Sultans wurde dessen geisteskranker, ein bis zwei Jahre jüngerer Bruder Mustafa im Hinblick auf dynastische Kontinuität am Leben gelassen. Als Ahmed I. am 22. November 1617 im Alter von 27 Jahren starb, hinterließ er neben diesem Bruder nun auch sieben Söhne und es stellte sich die Frage, wer auf dem Thron folgen sollte: Mustafa als ältester Angehöriger der Dynastie oder der dreizehnjährige Osman als ältester Sohn des verstorbenen Regenten. Zunächst kam Mustafa I. auf den Thron, womit erstmals das Prinzip der Erbfolge vom Vater auf den Sohn (ʿamūd-ı nesebī) durchbrochen wurde, doch konnte sich dieser ob der Geistesschwäche nur wenige Monate auf dem Thron halten (lassen), sodass letztlich doch Osman II. die Herrschaft antrat.
|                                |                                |                                |                                |                                |                                |  |  |                            |                            |                            |                            |                            |                            |  |  |                                |                                |                                |                                |                                |                                |  |  |                               |                               |                               |                               |                               |                               |  |  |                                               |                                               |                                               |                                               |                                               |                                               |  |  |                           |                           |                           |                           |                           |                           |  |  |                              |                              |                              |                              |                              |                              |  |  |  |  |  |  |  |  |  |  |  |  |  |  |  |  |  |  |
|                                |                                |                                |                                |                                |                                |  |  |                            |                            |                            |                            |                            |                            |  |  |                                |                                |                                |                                |                                |                                |  |  |                               |                               |                               |                               |                               |                               |  |  |                                               |                                               |                                               |                                               |                                               |                                               |  |  |                           |                           |                           |                           |                           |                           |  |  |                              |                              |                              |                              |                              |                              |  |  |  |  |  |  |  |  |  |  |  |  |  |  |  |  |  |  |
|                                |                                |                                |                                |                                |                                |  |  |                            |                            |                            |                            |                            |                            |  |  | Mahmud (1603 hingerichtet)     | Mahmud (1603 hingerichtet)     | Mahmud (1603 hingerichtet)     | Mahmud (1603 hingerichtet)     | Mahmud (1603 hingerichtet)     | Mahmud (1603 hingerichtet)     |  |  | Ahmed I. (regierte 1603–1617) | Ahmed I. (regierte 1603–1617) | Ahmed I. (regierte 1603–1617) | Ahmed I. (regierte 1603–1617) | Ahmed I. (regierte 1603–1617) | Ahmed I. (regierte 1603–1617) |  |  | Mustafa I. (regierte 1617/1618 und 1622/1623) | Mustafa I. (regierte 1617/1618 und 1622/1623) | Mustafa I. (regierte 1617/1618 und 1622/1623) | Mustafa I. (regierte 1617/1618 und 1622/1623) | Mustafa I. (regierte 1617/1618 und 1622/1623) | Mustafa I. (regierte 1617/1618 und 1622/1623) |  |  |                           |                           |                           |                           |                           |                           |  |  |                              |                              |                              |                              |                              |                              |  |  |  |  |  |  |  |  |  |  |  |  |  |  |  |  |  |  |
|                                |                                |                                |                                |                                |                                |  |  |                            |                            |                            |                            |                            |                            |  |  | Mahmud (1603 hingerichtet)     | Mahmud (1603 hingerichtet)     | Mahmud (1603 hingerichtet)     | Mahmud (1603 hingerichtet)     | Mahmud (1603 hingerichtet)     | Mahmud (1603 hingerichtet)     |  |  | Ahmed I. (regierte 1603–1617) | Ahmed I. (regierte 1603–1617) | Ahmed I. (regierte 1603–1617) | Ahmed I. (regierte 1603–1617) | Ahmed I. (regierte 1603–1617) | Ahmed I. (regierte 1603–1617) |  |  | Mustafa I. (regierte 1617/1618 und 1622/1623) | Mustafa I. (regierte 1617/1618 und 1622/1623) | Mustafa I. (regierte 1617/1618 und 1622/1623) | Mustafa I. (regierte 1617/1618 und 1622/1623) | Mustafa I. (regierte 1617/1618 und 1622/1623) | Mustafa I. (regierte 1617/1618 und 1622/1623) |  |  |                           |                           |                           |                           |                           |                           |  |  |                              |                              |                              |                              |                              |                              |  |  |  |  |  |  |  |  |  |  |  |  |  |  |  |  |  |  |
|                                |                                |                                |                                |                                |                                |  |  |                            |                            |                            |                            |                            |                            |  |  |                                |                                |                                |                                |                                |                                |  |  |                               |                               |                               |                               |                               |                               |  |  |                                               |                                               |                                               |                                               |                                               |                                               |  |  |                           |                           |                           |                           |                           |                           |  |  |                              |                              |                              |                              |                              |                              |  |  |  |  |  |  |  |  |  |  |  |  |  |  |  |  |  |  |
| Osman II. (regierte 1618–1622) | Osman II. (regierte 1618–1622) | Osman II. (regierte 1618–1622) | Osman II. (regierte 1618–1622) | Osman II. (regierte 1618–1622) | Osman II. (regierte 1618–1622) |  |  | Mehmed (1621 hingerichtet) | Mehmed (1621 hingerichtet) | Mehmed (1621 hingerichtet) | Mehmed (1621 hingerichtet) | Mehmed (1621 hingerichtet) | Mehmed (1621 hingerichtet) |  |  | Murad IV. (regierte 1623–1640) | Murad IV. (regierte 1623–1640) | Murad IV. (regierte 1623–1640) | Murad IV. (regierte 1623–1640) | Murad IV. (regierte 1623–1640) | Murad IV. (regierte 1623–1640) |  |  | Bayezid (1635 hingerichtet)   | Bayezid (1635 hingerichtet)   | Bayezid (1635 hingerichtet)   | Bayezid (1635 hingerichtet)   | Bayezid (1635 hingerichtet)   | Bayezid (1635 hingerichtet)   |  |  | Süleyman (1635 hingerichtet)                  | Süleyman (1635 hingerichtet)                  | Süleyman (1635 hingerichtet)                  | Süleyman (1635 hingerichtet)                  | Süleyman (1635 hingerichtet)                  | Süleyman (1635 hingerichtet)                  |  |  | Kasım (1638 hingerichtet) | Kasım (1638 hingerichtet) | Kasım (1638 hingerichtet) | Kasım (1638 hingerichtet) | Kasım (1638 hingerichtet) | Kasım (1638 hingerichtet) |  |  | Ibrahim (regierte 1640–1648) | Ibrahim (regierte 1640–1648) | Ibrahim (regierte 1640–1648) | Ibrahim (regierte 1640–1648) | Ibrahim (regierte 1640–1648) | Ibrahim (regierte 1640–1648) |  |  |  |  |  |  |  |  |  |  |  |  |  |  |  |  |  |  |

Wenige Jahre später – in Vorbereitung auf den Polenfeldzug – beschloss Osman II., seinen nur um wenige Monate jüngeren Bruder Mehmed (geb. 8. März 1605), den er mittlerweile als Bedrohung seines Thrones empfand, hinrichten zu lassen. Nachdem der Scheichülislam Hocazâde Esad Efendi die Anfertigung einer entsprechenden Fatwa verweigert hatte, wandte sich der Sultan erfolgreich an den Kazasker von Rumelien Taşköprizâde Kemâleddin Efendi; Mehmed wurde am 12. Januar 1621 hingerichtet.
Am 19. Mai 1622 wurde Osman II. abgesetzt und getötet. Sultan wurde erneut Mustafa I., der sich jedoch abermals nicht auf dem Thron halten konnte, sodass am 9. September 1623 Murad IV. im Kindesalter den Thron bestieg. Dieser ließ später – im August 1635 – seine Halbbrüder Bayezid und Süleyman sowie – im Februar 1638 – seinen vollbürtigen Bruder Kasım erdrosseln.

### 19. Jahrhundert
Ende Mai 1807 revoltierten die Janitscharen unter Führung Kabakçı Mustafas, entthronten den „ungläubigen Sultan“ Selim III., der mit Hilfe europäischer Ausbilder die Armee zu reorganisieren versuchte (Nizâm-ı Cedîd), und setzten Mustafa IV. als Herrscher ein. Dieser beabsichtigte, vorangegangene Reformen rückgängig zu machen, woraufhin Alemdar Mustafa Pascha aus Rustschuk mit seiner Armee nach Istanbul marschierte, um Selim wieder als Sultan einzusetzen. Um seine bevorstehende Entmachtung zu vereiteln, erließ Mustafa IV. den Todesbefehl über seinen Vorgänger Selim und seinen Halbbruder Mahmud. Während Selim blutig getötet wurde, gelang es Mahmud – nun der einzige noch lebende legitime Thronanwärter –, den Henkern zu entkommen und am 28. Juli 1808 mithilfe Alemdar Mustafa Paschas den Thron zu besteigen. Am 14. November 1808 kam Alemdar Mustafa Pascha bei einem erneuten Janitscharenaufstand ums Leben. Wenige Tage später, am 17. November 1808, ließ Mahmud II. zur Sicherung seines Thrones seinen Halbbruder und Vorgänger Mustafa erdrosseln. Der Leichnam wurde in der Türbe des Vaters, Abdülhamids I., südöstlich der Yeni Cami beigesetzt (Karte).